# Bartold Magerkol
Barthold Magerkol oder Bartold Magerkol (geboren vor 1480; gestorben im 15. oder 16. Jahrhundert) war ein deutscher Goldschmied.

## Leben

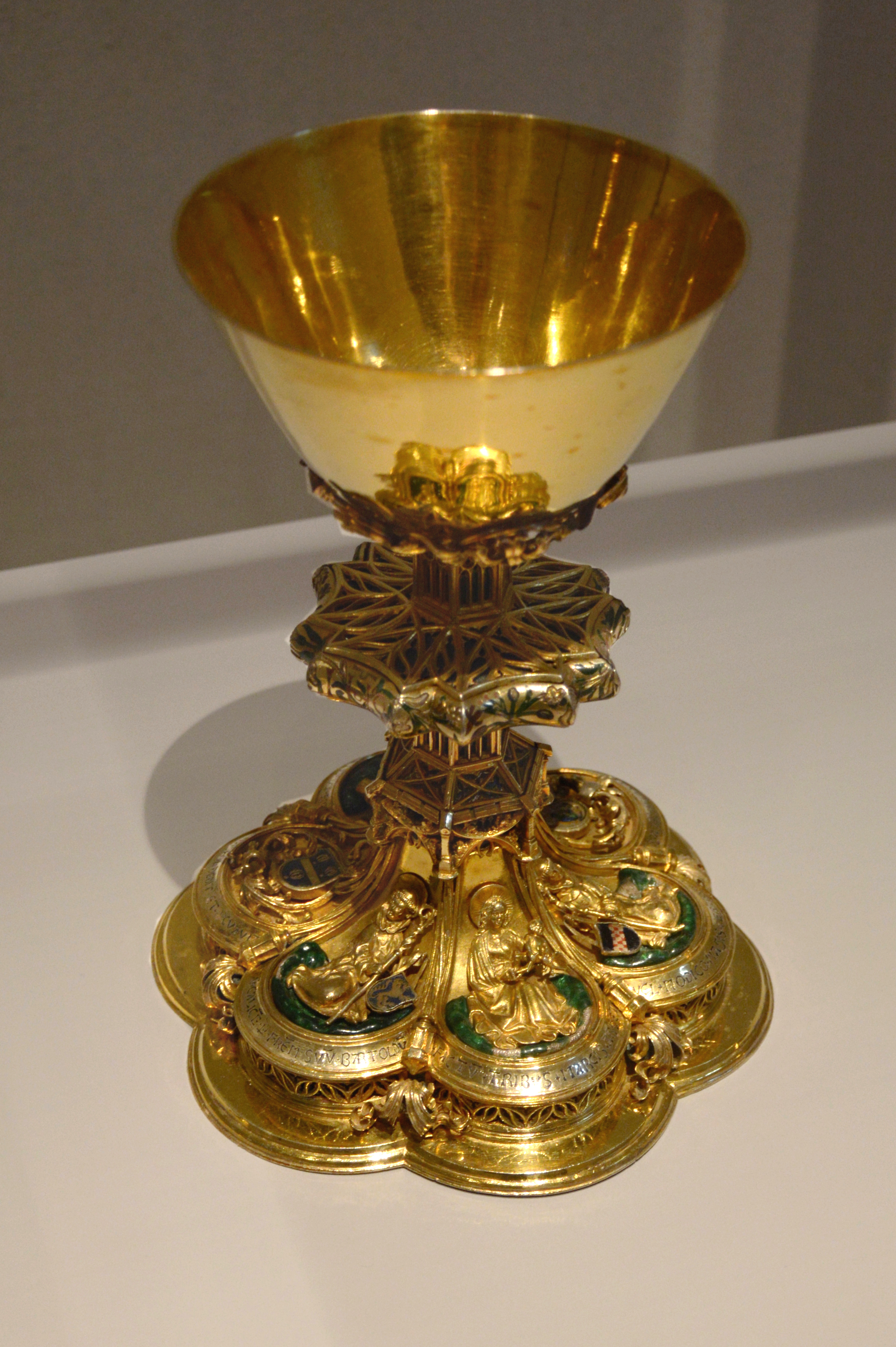
Der von Heinrich Magerkol gestiftete und von seinem Bruder Bartold Magerkol ausgeführte Magerkol-Kelch

Magerkol wurde im Jahr 1480 Lehrling bei dem Goldschmied Gherd Louwe in Lüneburg.
Am 5. Juni 1481 belehnte der Hildesheimer „Bischof Bertold (von Landesbergen) [... den] Bertold Magerkohl mit einer Hufe und einem zehntfreien Hof in Schellerten mit einer Leibzucht für seine Frau Kunnike.“ Laut der in niederdeutscher Sprache verfassten Lehnsurkunde sollten die Erben von „Bertolde Magherkole“ nach dessen Tod das gesamte Gut für lediglich einen Ferding erwerben können.
Magerkol hatte für seine späteren Arbeiten offenbar „Kenntnis ostdeutscher und europäischer Goldschmiedekunst“ erlangt, bevor er spätestens um 1500 als Goldschmied in Hildesheim ansässig war.

## Magerkol-Kelch
„Um 1500“ schuf Magerkol den nach ihm benannten „Magerkol-Kelch“ für das Michaeliskloster in Hildesheim. Dieser Kelch – laut dem Kunsthistoriker Wilhelm Mithoff mit einer Cuppa aus Gold ausgestattet – war laut amtlichem Bau- und Kunstdenkmäler-Verzeichnis von 1911 als Bestand der Hildesheimer St.-Magdalenen-Kirche inventarisiert.
Magerkol schuf den Kelch, der in Hildesheim ohne Beispiel ist, an seinem Entstehungsort. Die Arbeit zählt ebenso wie der 1468 in Osnabrück von Engelbert Hofsleger geschaffene Prunkkelch und der etwa in der gleichen Zeit entstandene Kelch der Braunschweiger Brüdernkirche „zu den niedersächsischen Goldschmiedearbeiten der Spätgotik.“ Der Historiker Karl Bernd Heppe sah Ähnlichkeiten in den Proportionen des Magerkol-Kelches mit denen des Kelches in St. Maria Himmelfahrt. Fast ein halbes Jahrtausend später nahm der Goldschmied Franz Wilhelm van den Wyenbergh den Magerkol-Kelch zum Vorbild für sein eigenes, 1895 in Kevelaer geschaffenes Werk.